# Bloom (álbum de Troye Sivan)
Bloom es el segundo álbum de estudio del cantante y compositor australiano-sudafricano Troye Sivan, que fue lanzado el 31 de agosto de 2018. El 10 de enero de 2018 fue lanzado el primer sencillo del álbum, titulado My My My!. "The Good Side" fue lanzado como segundo sencillo nueve días después, un tercer sencillo, "Bloom" fue lanzado el 2 de mayo, Dance To This lanzado el 13 de junio como cuarto sencillo, este en colaboración con la cantante estadounidense Ariana Grande, y por último Animal lanzado el 8 de agosto. Sivan se embarcará en una gira denominada The Bloom Tour en apoyo al álbum, que comenzará el 21 de septiembre en Irving, Texas.
El álbum ha sido llamado "más oscuro", y "más bailable" que el material anterior del cantante Blue Neighbourhood (2014), y es descrito como un disco LGBT desafiante, así mismo como un "álbum mayormente de temática sexual". La primera canción del álbum, "Seventeen", es sobre la primera experiencia sexual gay que tuvo Sivan cuando tenía 17 años con un hombre de 30 que conoció por Grindr. Sivan escribió la mayor parte del álbum con el también cantante estadounidense Leland. El 14 de junio, Sivan anunció una edición exclusiva para Target con dos nuevas canciones adicionales.

## Sencillos
My My My! fue lanzado como el sencillo principal del álbum. La canción fue lanzada en mundialmente el 10 de enero de 2018, y fue acompañada por un vídeo musical dirigido por Grant Singer. El segundo sencillo "The Good Side" fue lanzado nueve días después. Es una canción acústica sobre una ruptura, con Sivan explicando que la canción es una carta abierta a un exnovio. Una canción sobre "el abrirse de forma sexual" metafóricamente hablando llamada "Bloom" fue lanzado el 2 de mayo como tercer sencillo. El cuarto sencillo "Dance To This", es una colaboración con la cantante estadounidense Ariana Grande que fue lanzada el 13 de junio.

## Recepción crítica
En Metacritic, que asigna una calificación de  normalizada de 100 a las reseñas de las principales publicaciones,  Bloom  obtuvo una puntuación de  promedio de 86, basada en 14 comentarios, lo que indica "aclamación universal". Dando al álbum un puntaje perfecto, "The Independent  ' s Douglas Greenwood escribió:" Hacer el pop perfecto " Es fácil, pero Troye Sivan es una estrella que ha hecho su tarea. Con un pie en el pasado y otro en su presente, Bloom es un disco que podría convertir a su considerado creador en uno de los más venerados y fascinantes de la música convencional. talentos. " AllMusic crítico Neil Z. Yeung declaró que"  Bloom  es una declaración inequívoca de Sivan, clara en su intención de celebrar los altibajos del amor queer a través de los ojos de una orgullosa estrella pop en ciernes ". Annie Zaleski de  The AV Club opinó que "la belleza y los regalos de  Bloom  {{}} se revelan gradualmente a lo largo del tiempo." 
Escribiendo para The Guardian, Alexis Petridis declaró que "los resultados son característicos", elaborando: " Bloom  está hecho y espolvoreado en 35 minutos crujientes, un momento en el que algunos los álbumes pop están llegando a su punto medio, y se siente como un álbum coherente, dirigido por el artista, en lugar de una colección de canciones de difusión de apuestas diseñada para llegar a todas las bases musicales populares. " Brittany Spanos of '  Rolling Stone  dijo,  mucho más allá del rechazo estelar de las historias heteronormativas en las historias de amor pop, Sivan encuentra una gran cantidad de maneras de traer nuevas reflexiones sobre temas antiguos con un carisma innegable. " 'La línea del mejor ajuste' ', la escritora Claire Biddles declaró:'  Bloom  es un álbum pop excepcional, pero quizás lo más importante es que es un faro para personas homosexuales que luchan por reconciliarse nuestras neurosis, sociales y personales, con nuestro potencial de alegría y amor ".

## Lista de canciones
- El listado se dio a conocer a través de la tienda en línea de Troye Sivan

| Edición Estándar — Versión Estándar |                                           |                                                                              |                                                               |          |  |
| N.º                                 | Título                                    | Escritor(es)                                                                 | Productor(es)                                                 | Duración |  |
| 1.                                  | «Seventeen»                               | Troye Mellet Brett McLaughlin Alexandra Hughes Bram Inscore                  | Inscore                                                       | 3:38     |  |
| 2.                                  | «My My My!»                               | Troye Mellet Brett McLaughlin Oscar Görres James Alan Ghaleb                 | Görres                                                        | 3:25     |  |
| 3.                                  | «The Good Side»                           | Mellet McLaughlin Bram Inscore Alexandra Hughes Ariel Rechtshaid Jack Latham | Rechtshaid Inscore Jam City                                   | 4:29     |  |
| 4.                                  | «Bloom»                                   | Sivan McLaughlin Oscar Holter Peter Svensson                                 | Holter                                                        | 3:42     |  |
| 5.                                  | «Postcard» (featuring Gordi)              | Mellet Sophie Payten Inscore                                                 | Inscore                                                       | 3:36     |  |
| 6.                                  | «Dance To This» (featuring Ariana Grande) | Mellet McLaughlin Holter Jonnali Parmenius                                   | Holter                                                        | 3:51     |  |
| 7.                                  | «Plum»                                    | Mellet McLaughlin Ghaleb Hughes Görres                                       | Görres                                                        | :3:06    |  |
| 8.                                  | «What a Heavenly Way to Die»              | Mellet McLaughlin Hughes Inscore                                             | Inscore                                                       | 3:07     |  |
| 9.                                  | «Lucky Strike»                            | Mellet Alex Hope                                                             | Hope                                                          | 3:28     |  |
| 10.                                 | «Animal»                                  | Mellet McLaughlin Inscore Hughes Latham Rechtshaid                           | Rechtshaid Inscore Jam City Buddy Ross McLaughlin Bobby Krlic | 4:25     |  |
| 36:45                               |                                           |                                                                              |                                                               |          |  |

| Bloom – Edición exclusiva de Target |                 |                                                             |                               |          |  |
| N.º                                 | Título          | Escritor(es)                                                | Productor(es)                 | Duración |  |
| 11.                                 | «This This»     | Troye Mellet Brett McLaughlin Alexandra Hughes Bram Inscore | Inscore                       | 3:34     |  |
| 12.                                 | «Running Shoes» | Troye Mellet Brett McLaughlin Jeff Kleinman Michael Uzowuru | Jeff Kleinman Michael Uzowuru | 3:14     |  |

## Charts
| Listas (2018)                       | Posición |
| ----------------------------------- | -------- |
| Australia (ARIA)                    | 3        |
| Austria (Ö3 Austria)                | 25       |
| Bélgica (Ultratop flamenca)         | 10       |
| Bélgica (Ultratop valona)           | 34       |
| Canadá (Billboard Canadian Albums)  | 13       |
| República Checa (ČNS IFPI)          | 6        |
| Dinamarca (Hitlisten)               | 21       |
| Países Bajos (Album Top 100)        | 16       |
| Finlandia (Suomen Virallinen Lista) | 14       |
| Hungría (MAHASZ)                    | 37       |
| Irlanda (IRMA)                      | 7        |
| Italia (FIMI)                       | 31       |
| Japón (Billboard Japan)             | 93       |
| Nueva Zelanda (RMNZ)                | 3        |
| Noruega (VG-lista)                  | 11       |
| Polonia (ZPAV)                      | 15       |
| Eslovaquia (SNS IFPI)               | 11       |
| Corea del Sur (Gaon)                | 21       |
| España (PROMUSICAE)                 | 13       |
| Suecia (Sverigetopplistan)          | 15       |
| Suiza (Schweizer Hitparade)         | 19       |
| Reino Unido (UK Albums Chart)       | 10       |
| Estados Unidos (Billboard 200)      | 4        |

## Certificaciones
| País      | Organismo certificador | Certificación | Ventas certificadas | Ref    |
| --------- | ---------------------- | ------------- | ------------------- | ------ |
| Australia | ARIA                   | Oro           | 35 000              | [ 41 ] |

## Historial de lanzamientos
| Región         | Fecha                | Edición                  | Formatos                         | Discográfica          | Ref.   |
| -------------- | -------------------- | ------------------------ | -------------------------------- | --------------------- | ------ |
| Varios         | 31 de agosto de 2018 | Standar                  | Descarga digital CD LP streaming | EMI Music Australia   | [ 42 ] |
| Estados Unidos | 31 de agosto de 2018 | Urban Outfitters limited | LP                               | Capitol Records       |        |
| Estados Unidos | 31 de agosto de 2018 | Target exclusive         | CD                               | Capitol Records       |        |
| Japón          | 31 de agosto de 2018 | Japan deluxe             | CD                               | Universal Music Japan | [ 43 ] |